# Burston and Shimpling
Burston and Shimpling är en civil parish i Storbritannien.   Den ligger i grevskapet Norfolk och riksdelen England, i den sydöstra delen av landet, 130 km nordost om huvudstaden London. Antalet invånare är 538. Arean är 9,2 kvadratkilometer.
Terrängen i Burston and Shimpling är mycket platt.